# Neil Shubin

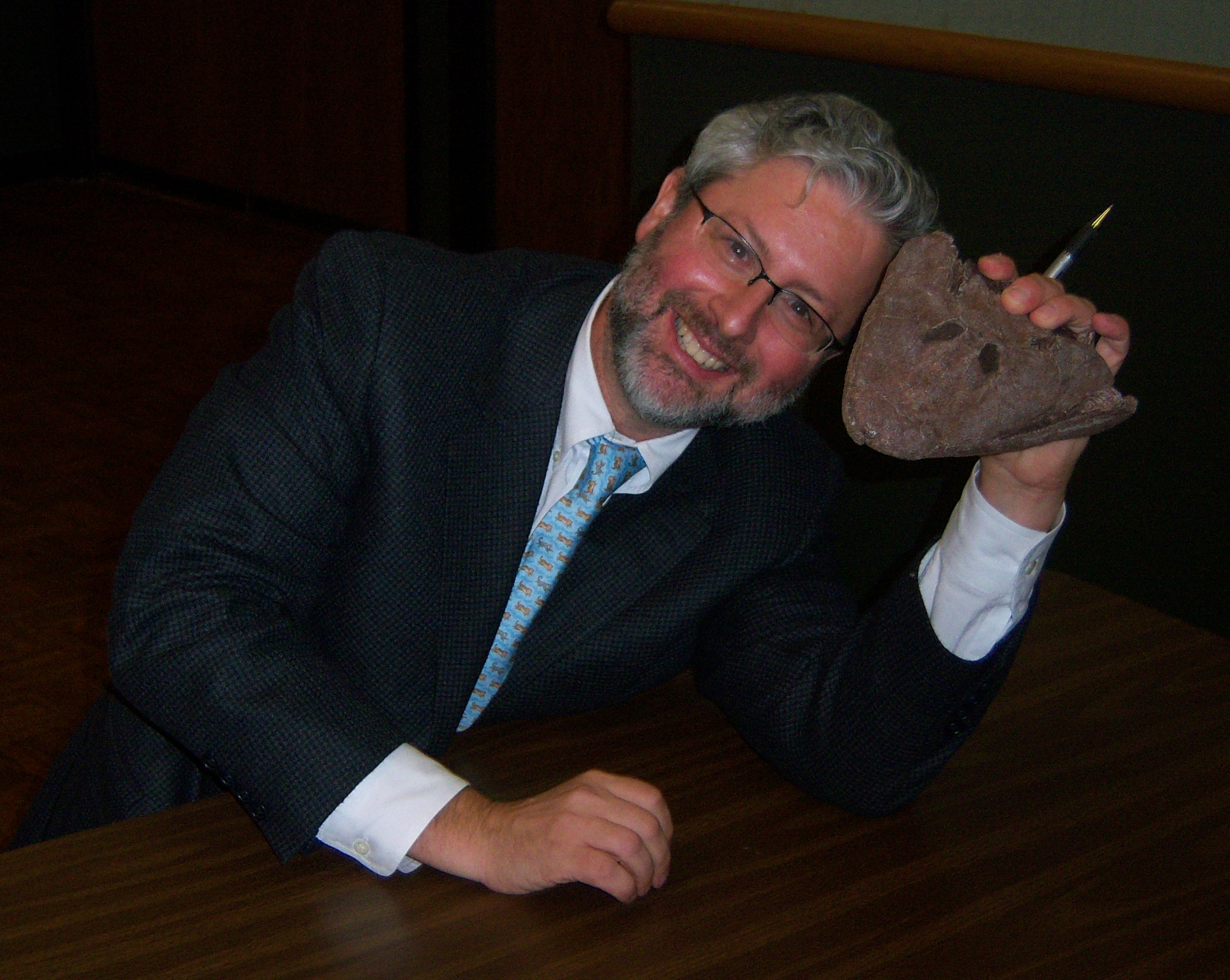
Neil Shubin 2008 mit einer Nachbildung des Schädels von Tiktaalik

Neil Shubin (* 22. Dezember 1960 in Philadelphia, Pennsylvania) ist ein US-amerikanischer Paläontologe und Evolutionsbiologe sowie Sachbuchautor.

## Tätigkeit
Shubin studierte an der Columbia University und der University of California, Berkeley und promovierte 1987 an der Harvard University. Er ist Lehrstuhlinhaber für „Organische Biologie und Anatomie“ an der University of Chicago, „Associate Dean“ (vgl. stellvertretender Dekan) im Ausschuss für Evolutionsbiologie und damit einhergehend Leiter des Field Museum of Natural History.
Er ist einer der Entdecker der etwa 380 Millionen Jahre alten Fossilien von Tiktaalik roseae, eine Übergangsform (vgl. auch „Missing Link“) von den Fischen zu den Landwirbeltieren. Tiktaalik schließt eine Lücke im Verständnis darüber, in welcher Reihenfolge sich die anatomischen Anpassungen an das Landleben entwickelt haben.
Bekanntheit erreichte Shubin mit seinem 2008 erschienenen populärwissenschaftlichen Bestseller “Your Inner Fish. A journey into the 3.5-billion-year history of the human body.” (Deutsche Erstausgabe 2008: „Der Fisch in uns. Eine Reise durch die 3,5 Milliarden Jahre alte Geschichte unseres Körpers.“ – Ausgezeichnet als „Wissensbuch des Jahres“ 2008), der 2014 auch die Grundlage für eine dreiteilige Fernsehdokumentation bei PBS bildete (Deutsch: „Die Entwicklungsgeschichte des Menschen“). Die Dokumentation zeigt die Spuren der Evolution im Körper des Menschen. Hierfür erhielt Shubin 2015 mit David Dugan und Michael Rosenfeld den Communications Award der National Academy of Sciences für „Exzellente Qualität in der Vermittlung wissenschaftlicher Errungenschaften an die Öffentlichkeit“.
Mitte 2025 wurde bekannt, dass Shubin ab Mitte 2026 die U.S. National Academy of Sciences (NAS) leiten soll.

## Ehrungen
- Shubin war ABC News’ Person of the Week im April 2006, als die wissenschaftliche Erstbeschreibung von Tiktaalik in Nature publiziert wurde, von der er einer der Autoren ist.
- Miller Research Fellowship (Stipendium), 1987–1989[3]
- Guggenheim-Stipendium (Guggenheim Fellowship), 1998[4]
- Fellow der American Association for the Advancement of Science, 2008
- Mitglied der American Academy of Arts and Sciences seit 2009
- Mitglied der National Academy of Sciences seit 2011
- Addison-Emery-Verrill-Medaille, 2016
- Mitglied der American Philosophical Society, seit 2017

## Bücher
- Your inner fish. A journey into the 3.5-billion-year history of the human body. Pantheon Books, New York 2008, ISBN 978-0-375-42447-2 (Deutsch: Der Fisch in uns. Eine Reise durch die 3,5 Milliarden Jahre alte Geschichte unseres Körpers. Fischer Taschenbuch Verlag, Frankfurt am Main 2009, ISBN 978-3-596-17442-3)
- The Universe Within. Discovering the Common History of Rocks, Planets, and People Pantheon Books, Division of Random House, New York 2013, ISBN 978-0-307-37843-9 (deutsch: Das Universum in dir. Eine etwas andere Naturgeschichte S. Fischer, Frankfurt am Main 2014, ISBN 978-3-10-072005-4)
- Die Geschichte des Lebens. Vier Milliarden Jahre Evolution entschlüsselt. S. Fischer Verlag 2021. ISBN 978-3-10-397240-5

## Medien
- Interview für den Dokumentarfilm Judgment Day: Intelligent Design on Trial, 2007.
- Moderation in Der Fisch in uns. Die Entwicklungsgeschichte des Menschen. Dokumentation (3 Teile), David Dugan, Alex Tate, USA, 2014 (Zur Sendung, 3sat).

## Belege
1. ↑  2015 Communications Award der National Academy for Sciences
2. ↑  Paleontologist to lead U.S. national academy. Auf: science.org vom 15. Juli 2025.
3. ↑  Benennung auf der Website des Miller Institute.
4. ↑  Neil H. Shubin—John Simon John Simon Guggenheim Memorial Foundation: Neil H. Shubin – Fellow: Awarded 1998.

| Personendaten    | Personendaten                  |
| ---------------- | ------------------------------ |
| NAME             | Shubin, Neil                   |
| KURZBESCHREIBUNG | US-amerikanischer Paläontologe |
| GEBURTSDATUM     | 22. Dezember 1960              |
| GEBURTSORT       | Philadelphia, Pennsylvania     |